# بستن پا
بستن پا ((به چینی ساده‌شده: 缠足) ،(به چینی سنتی: 纏足)) سنتی بوده‌است که حدود هزار سال بر روی زنان و دختران چینی اجرا می‌کرده‌اند. این سنت حدوداً از قرن ده میلادی (۹۵۰) تا اوایل قرن بیستم (۱۹۱۲) در چین مرسوم بوده‌است.
قربانیان این سنت در زندگی به ناتوانایی‌های همیشگی دچار می‌شده‌اند. بستن پاهای زنان یکی از رسومی بود که در چین باستان اجرا می‌شد. این عمل باعث تغییر شکل و کوچک شدن پاها تقریباً به اندازه پاهای یک عروسک می‌شد. عوارض این رسم دشواری و دردناک شدن راه رفتن و بیماری به نام اوستئوپروسیس (شکنندگی- پوکی استخوان‌ها) بود.
رسم بستن پاها از دورهٔ سلسلهٔ‌ سانگ، بین سال‌های ۹۷۶–۹۶۰ قبل از میلاد آغاز شد. گفته می‌شد یکی از شاهزاده‌ها محبوبه‌ای داشت که با پاهای بسته می‌رقصید. درحقیقت شاهزاده به‌دلیل علاقه‌ای که نسبت به پاهای کوچک داشت محبوبه‌اش را وادار می‌کرد که با پاهای بسته حرکت کند. این موضوع باعث شد که داشتن پاهای کوچک به‌عنوان یک «ارزش» در خانواده‌های سنتی به‌شمار آید؛ به‌این‌ترتیب، مرسوم شد که پاهای دختران جوان بسته شود تا کوچک بمانَد.

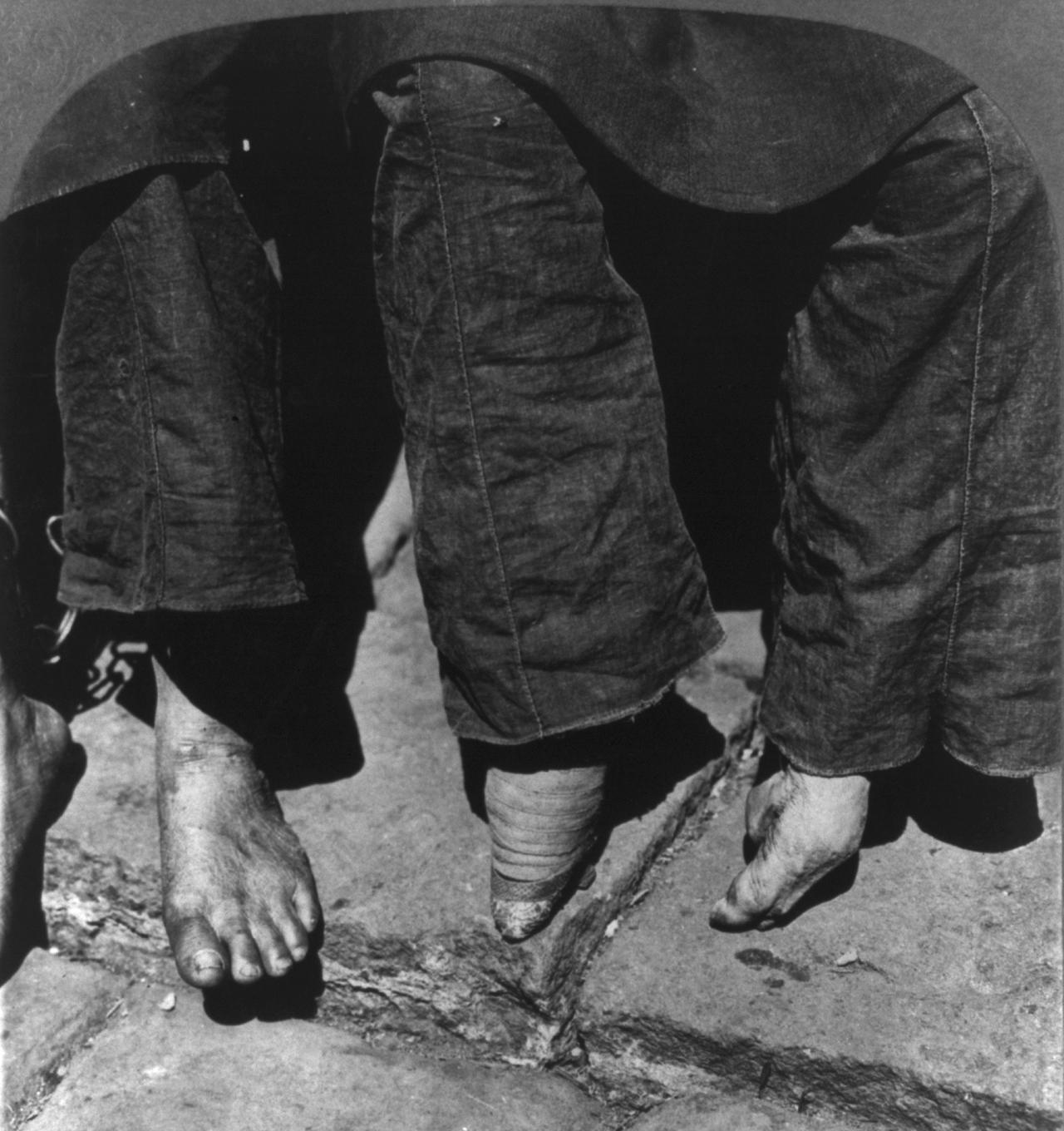
مقایسه پای بسته شده و پای بسته نشده

اصطلاح «پاهای سوسنی» برای توصیف پاهای کوچک به کار می‌رفت و در جامعهٔ چین باستان نشان‌گر زیبایی و سمبل اصالت و طبقهٔ اجتماعی بالا به‌شمار می‌آمد. فرایند بستن پاهای دختران بین سنین سه تا یازده سالگی آغاز می‌شد. ابتدا پای کودک با آب داغ شسته و ماساژ داده می‌شد، بعد تمامی انگشت‌ها به جز انگشت شست شکسته شده به سمت داخل پا برگردانده و فشرده می‌شدند؛ سپس پا را در همین حالت با نوارهای پارچه‌ای محکم می‌بستند. این عمل موجب جلوگیری از رشد پا بیش از ۱۰ سانتی‌متر می‌شد. سپس انگشت‌های شست را در راستای پا کشیده می‌شکستند. بانداژ پارچه یی از انگشتان تا قوزک پا محکم پیچیده می‌شد تا انگشتان را در جای خود نگه دارد.
پس از گذشت دو یا سه سال پاهای کودک آن‌قدر کوچک می‌شدند که در کفش‌هایی که تنها ۳ اینچ یا تقریباً ۷٫۵ سانتی‌متر طول داشتند جای می‌گرفتند. این کفش‌های کوچک که «کفش‌های نیلوفری» نامیده می‌شدند از جنس ابریشم بودند و با قلابدوزی‌های زیبا تزئین می‌شدند. در نتیجهٔ این محدود کردن و بستن، پاها به‌شدت از فرم افتاده و راه رفتن با آن‌ها بسیار دردناک می‌شد. در بسیاری از مواقع نیز انگشتان پا قطع می‌شدند زیرا بانداژ آن‌چنان محکم بسته شده بود که مانع از رسیدن خون به انگشتان می‌شد.

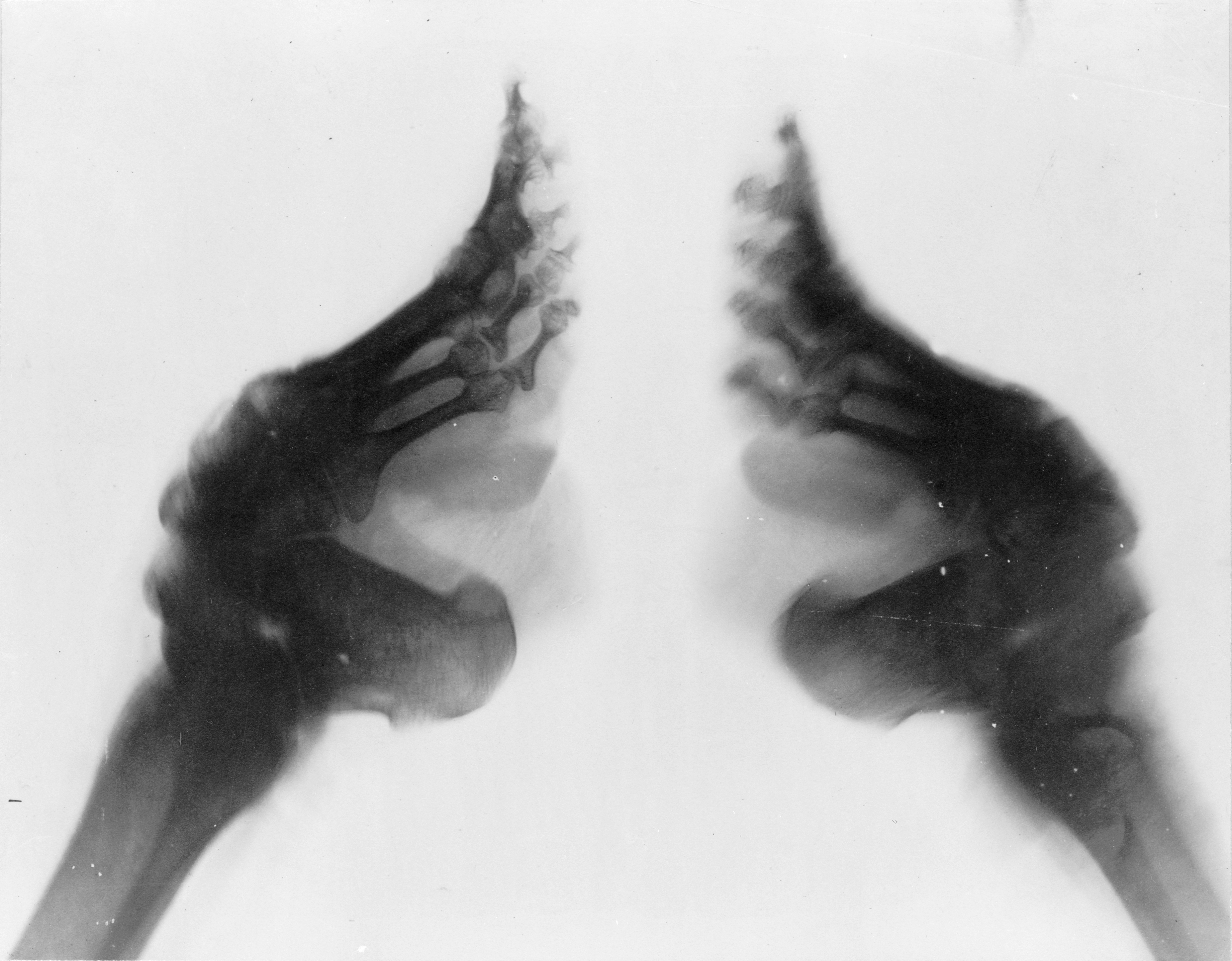
عکس پرتو ایکس از پای بسته‌شده

هدف از بستن پاها، متمایز کردن زنان طبقهٔ بالای جامعه از زنان عادی و همین‌طور جلوگیری از «انحراف» زنان بود. بستن پاها کنترل زنان را آسان‌تر می‌کرد زیرا درد ناشی از آن چنان شدید بود که حتی طی کردن مسافت‌های کوتاه را بدون یاری دیگران ناممکن می‌ساخت. در بین طبقات بالای جامعهٔ چین، اگر دختری فاقد پاهای کوچک بود، احتمال یافتن همسری مناسب برای او بسیار ضعیف بود. رسم بستن پاها ادامه پیدا کرد تا زمانی که سلسلهٔ‌‌ مانچو در سال ۱۹۱۱ سرنگون شد. با شکل‌گیری جمهوری چین، پس از گذشت یک هزار سال این رسم، غیرقانونی اعلام شد.

## پاهای غربی
گرچه این کار به اندازه بستن پا نیست اما در اروپا نیز پاهای بزرگ متعلق به طبقه کارگر تلقی می‌شد، در حالی که پاهای کوچک توسط اشراف ترجیح داده می‌شد. به خصوص پس از محبوبیت و تثبیت باله در اروپا در قرن هفدهم، پاهایی که با کفش‌های‌ پوینت کوچک‌تر شده بودند نشانه اشرافیت شدند. حتی برخی از افراد با خیس کردن کفش‌های کوچک در آب سرد، پاهای خود را به زور وارد آن می‌کنند.